# 로스코 파운드
로스코 파운드(Roscoe Pound, 1870년~1964년)는 미국의 법학자이다.
프래그머티즘의 입장에서 법을 사회통제의 수단으로 보고 그러한 것으로서의 법의 임무를 서로 대립하는 여러 가지의 사회적 이익에 있어 희생·마찰·낭비를 최소한으로 하고 확보·실현을 최대한으로 하도록 조정하는 것에서 구했다.
저서로는 《법과 도덕》(1924년), 《법리학》(1959년), 《법률사관》(1923년) 등이 있다.

## 참고 문헌
- 이 문서에는 다음커뮤니케이션(현 카카오)에서 GFDL 또는 CC-SA 라이선스로 배포한 글로벌 세계대백과사전의 〈〈법학의 경향과 방법〉, 파운드〉 항목을 기초로 작성된 글이 포함되어 있습니다.